# Etroplus canarensis
Etroplus canarensis là một loài cá hoàng đế đặc hữu của miền nam Karnataka ở Ấn Độ. Loài này có kích thước lên đến 7 inch (18 cm). Đây là loài cá cichlid bán chạy nhất, và là loài cá hiếm trong các bể cá.

## Phân bố
Loài này thuộc nhóm số ít các loài cichlid ở châu Á, và không giống với các loài khác trong chi Etroplus, nó chỉ được tìm thấy trong môi trường nước ngọt.